# Mlaștina de la Iaz
Mlaștina de la Iaz este o arie protejată de interes național (cod:RONPA0708) ce corespunde categoriei a IV-a (rezervație naturală de tip faunistic și floristic), situată în județul Sălaj, pe teritoriul administrativ al  comunei Plopiș.

## Localizare
Aria naturală este situată la poalele nord-estice ale Munților Plopișului, în partea vestică a județului Sălaj, pe teritoriul nord-vestic al satului Iaz și se întinde pe o suprafață de 10 hectare. 

## Descriere
Rezervația naturală declarată arie protejată prin Legea Nr.5 din 6 martie 2000 (privind aprobarea Planului de amenajare a teritoriului național - Secțiunea a III-a - zone protejate)reprezintă o zonă cu mlaștini turbo-active, cu o valorosă bogăție floristică, atât prin flora mezo-oligotrofă ce vegetează în ea cât și prin sedimentul său palinologic. Din punct de vedere geologic, substratul este constituit din conglomerate, gresii, argile și marne nisipoase. 

## Biodiversitate
Rezervația naturală a fost înființat în scopul protejării biodiversității și menținerii într-o stare de conservare favorabilă a florei și faunei sălbatice aflate în extremitatea nordică a Apusenilor.

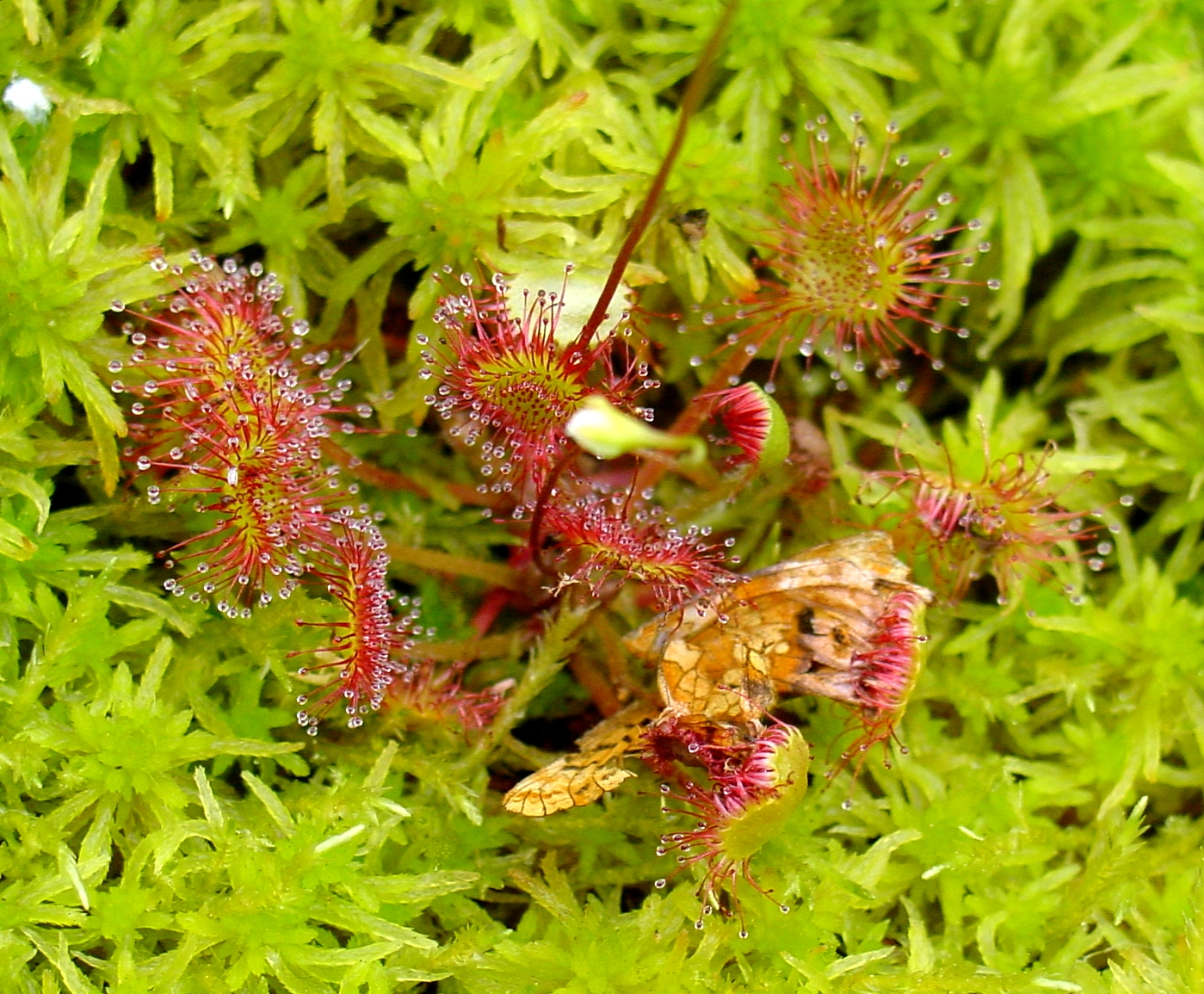
Roua cerului (Drosera rotundifolia)

Flora rezervației este constituită din elemente specifice turbăriilor, în cea mai mare parte din mușchi de turbă și specii ierboase rare, dintre care unele protejate prin Directiva Consiliului European 92/43/CE din 21 mai 1992 (privind conservarea habitatelor naturale și a speciilor de faună și floră sălbatică).
Specii floristice semnalate în arealul rezervației: roua cerului (Drosera rotundifolia), trestioară (Calamagrostis canescens) cunoscută și sub denumirea de terstie de câmp, sclipeți (Potentila erecta) sau șuvară (Molinia caerulea) cunoscută și sub denumirea de iarbă albastră, un rogoz din specia Carex vesicaria, papură (Typha latifolia), spetează (Juncus effusus) cunoscută și sub denumirea de rugină, buzdugan-de-apă (Sparganium erectum), bumbăcăriță (Eriophorum augustifolium), crușin (Rhamnus frangula). Flora lemnoasă este constituită din arbori cu specii de: salcie aurie, (Salix auris), răchită (Salix alba) sau arin negru (Alunus glutinosa). 
Pe teritoriul rezervației au fost identificate mai multe specii de coleoptere; printre care și un gândac (Phytobius velaris), specie unicat în fauna țării noastre.

## Căi de acces
- Drumul național (DN1H) - Șimleu Silvaniei - Nușfalău - drumul județean (DJ119E) până în satul Plopiș, urmând valea Iazului (un afluent de dreapta al Barcăului) în amonte se ajunge în rezervație.